# Cerar
Cerar je 83. najbolj pogost priimek v Sloveniji, ki ga je po podatkih Statističnega urada Republike Slovenije na dan 31. decembra 2007 uporabljalo 1.448 oseb, na dan 1. januarja 2011 pa 1.432 oseb ter je med vsemi priimki po pogostosti uporabe zavzel 86. mesto.

## Znani nosilci priimka
- Aidan Cerar, sociolog
- Anton Cerar (1858—1947) (umetniško ime Anton Danilo), gledališki igralec
- Anton Cerar (*1945), medicinec patolog
- Barbara Cerar (*1971), igralka, pisateljica
- Božo Cerar (*1949), diplomat, medn. pravnik, publicist, pisatelj
- Emil Cerar - Fernandel (1963—2024), filmski kostumograf in igralec
- Estera Cerar, zgodovinarka tekstilstva, muzealka (Muzej pošte in telekomunikacij)
- Franc Cerar (1922—2014), jezuit, duhovnik, urednik, publicist in pisatelj
- France Cerar (1918—1996) (in/ali *1939), filmski snemalec
- Franci Cerar (*1945), pisatelj in pesnik
- Irena Cerar (*1970), urednica, publicistka
- Janez Cerar (*1969), fizikalni kemik
- Janez Cerar, duhovnik, koordinator zavoda Dovolj.je
- Lada Cerar Sedlaček (*1974), kiparka, konceptualna umetnica
- Lilijana Kornhauser Cerar (*1958), zdravnica pediatrinja
- Luka Cerar (*1993), nogometaš
- Maja Cerar (*1956), filmska in gledališka lektorica
- Maja Cerar (r. Tomc), slikarka
- Maja Cerar (*1972), violinistka
- Maja Cerar (*1981), strokovnjakinja za mednarodno razvojno sodelovanje (Afrika)
- Mara Cerar Hull (*1934), pisateljica, kulturna delavka, grafična umetnica v ZDA
- Marjan Cerar (1943—2021), kemik in ekonomist, gospodarstvenik
- Marjan Cerar, arhitekt
- Matevž Cerar (*1974), hokejist
- Matija Cerar (1940—2011), pevec in skladatelj zabavne glasbe, kantavtor, multiinstrumentalist
- Matko Vasilij Cerar (1946—2017), ginekolog in porodničar
- Mira Danilova (r. Cerar; 1899—1979), igralka
- Miro Cerar (ml.) (*1963), pravnik in politik
- Miroslav Cerar (*1939), orodni telovadec in olimpionik, pravnik
- Natalija Cerar, pevka
- Sonja Cerar, geologinja
- Srečko (Feliks) Cerar (1917—1997), gradbenik, statik
- Špela Cerar (*1979), rokometašica
- Vasilij Cerar, hokejist
- Vasja Cerar (1959—2006), urednik in prevajalec mladinske literature
- Vera Danilova (r. Cerar), gledališka igralka in režiserka
- Zdenka Cerar (1941—2013), pravnica, tožilka, političarka, športnica
- Zoran Cerar, germanist, jezikoslovec, prof. v ZDA
- Žiga Cerar, violinist